# أمين الوزاني
أمين الوزاني (مواليد 15 يوليو 2001) هو لاعب كرة قدم مغربي، يشغل مركزمهاجم في سبورتينغ براغا البرتغالي. وُلد في فرنسا، ويمثل المغرب على مستوى الشباب.

## مسيرته

### النشأة
وُلد الوزاني في غرونوبل بفرنسا، لأب مغربي وأم جزائرية. ويحمل الجنسيتين الفرنسية والمغربية.

### مساره مع الأندية
الوزاني وهو خريج ناديي غرونوبل وبيزوناس. وقد بدأ مسيرته مع بيزوناس في الدرجة الثالثة الفرنسي عام 2020، وسجل 10 أهداف في 51 مباراة بالدوري. في 28 نوفمبر 2022، وقع مع غانغون في الدرجة الثالثة حتى يونيو 2025. ظهر لأول مرة مع غانغون كبديل ضد نادي نيم في 26 ديسمبر 2022 (انتهت بالفوز 2-1).
في 23 يونيو 2024، وقع الوزاني مع سبورتينغ براغا البرتغالي مقابل رسوم قدرها 3.5 مليون يورو بعقد مدته خمس سنوات.

### المسار الدولي
تم استدعاؤه إلى منتخب المغرب تحت 23 سنة في مارس 2023.
في يونيو 2023، تم ضمه إلى التشكيلة النهائية للمنتخب الوطني تحت 23 سنة لبطولة كأس الأمم الإفريقية تحت 23 سنة 2023، التي استضافها المغرب، وتُوّج مع المنتخب المغربي بلقب البطولة، إضافة إلى التأهل إلى الألعاب الأولمبية الصيفية 2024.

## الإنجازات
المغرب تحت 23
- كأس الأمم الإفريقية تحت 23 سنة: 2023[13][14]

## روابط خارجية
- أمين الوزاني على موقع قاعدة بيانات كرة القدم.إي يو (الإنجليزية)
- أمين الوزاني على موقع Soccerway.com (الإنجليزية)
- أمين الوزاني على موقع كووورة